# Izvantjelesno iskustvo
Izvantjelesno iskustvo (eng. Out-of-body experience, OBE), iskustvo odvajanja astralnog od fizičkog tijela, pri čemu se u pojedinim slučajevima može promatrati vlastito tijelo iz izvantjelesne perspektive. Pojam je 1943. godine skovao George N. M. Tyrrell usvojoj knjizi "Prikaze" (eng. Apparitions).
Uzrok pojave izvantjelesnog iskustva može biti moždana trauma, blisko iskustvo sa smrću, psihoaktivne droge, dehidracija ili spavanje.

## Teorije

### Psihologijska teorija
U tipičnom izvantjelesnom iskustvu osoba doživljava osjećaj lebdenja izvan svoga tijela ili gledanja tijela s točke gledišta izvan samoga sebe. Većina nas ne doživljava izvantjelesna iskustva jer mozak neprestano filtrira informacije iz svih naših osjetila kako bi nam pomogao da utvrdimo što mi jesmo, a što nismo. Nedovoljno se zna o tome na koji način impulsi iz naših unutarnjih organa doprinose samosvijesti i može li se manipulirati da bi se potaknulo izvantjelesno iskustvo. Dr. Jane Aspell i Lukas Heydrich odlučili su ustanoviti utjecaj vizualnog prikaza pulsitrajućih otkucaja srca na tjelesnu samosvijest te su, na osnovu provedenog pokusa, dokazali da su sudionici ispitivanja spojeni na senzore elektrokardiograma uz gledanje videosnimke njihova tijela kroz naočale za gledanje virtualne stvarnosti, imali osjećaj da se njihova tijela nalaze dva metra ispred njih. Prema navodima istraživačkog tima, ovo je prva studija koja jasno pokazuje kako vizualni signali koji sadrže informacije o unutarnjim organima tijela mogu promijeniti njihovu percepciju samih sebe.

### Parapsihologijska teorija
Parapsiholozi vjeruju da se izvantjelesna iskustva ne mogu objasniti putem konvencionalnih znanosti, poput psihologije, već da ta problematika zadire u sferu nadnaravnog te tvrde da se ljudska duša, duh ili suptilno tijelo mogu odvojiti od fizičkog tijela i posjećivati udaljene destinacije. U sferi duhovnosti, poznat je slučaj koji se navodno dogodio 1226. godine, kada je franjevac Antun Padovanski gotovo istovremeno održavao dvije propovijedi u francuskom gradu Limogesu. Tijekom propovijedi sjetio se da je obećao u isto vrijeme održati propovijed u drugoj crkvi pa je kleknuo i navukao kapuljaču na lice. Nekoliko minuta je klečao nepomično u znak molitve, a potom je nastavio propovijed. Kasnije je došla vijest da je u trenutku dok se molio, održavao propovijed na drugo mjestu.